# Dornier Rs I
Le Dornier Rs I, était un aéronef allemand, essentiellement en métal.

## Histoire
Appelé à l'origine « ZWR », probablement pour « Zeppelin Werke Riesenflugboot » ou « Zeppelin Wasser Riesenflugzeug », ou encore « FS.I » pour « Flugschiff I » ou « Flugzeug Seemoos I », le RS I est construit de janvier à octobre 1915. Il s'agit alors du plus gros avion du monde. L'essentiel de sa structure est constitué d'acier et de duralumin. Les premiers essais ont lieu, sans décollage, le 12 octobre 1915. Le 21 décembre de la même année, l'avion est détruit lors d'une tempête sans jamais avoir volé. 